# جوليس غرينبوم
جوليس غرينبوم (بالألمانية: Jules Greenbaum)‏ هو منتج أفلام ألماني، ولد في 5 يناير 1867 في برلين في ألمانيا، وتوفي بنفس المكان في 1 نوفمبر 1924.

## وصلات خارجية
- جوليس غرينبوم على موقع IMDb (الإنجليزية)
- جوليس غرينبوم على موقع قاعدة بيانات الفيلم (الإنجليزية)